# Dimmockia
Dimmockia is een geslacht van vliesvleugeligen uit de familie Eulophidae. De wetenschappelijke naam van dit geslacht is voor het eerst geldig gepubliceerd in 1904 door Ashmead.

## Soorten
Het geslacht Dimmockia omvat de volgende soorten:
- Dimmockia brevicornis (Erdös, 1954)
- Dimmockia exorientis Storozheva, 1979
- Dimmockia incongrua (Ashmead, 1898)
- Dimmockia marylandica Girault, 1920
- Dimmockia pallipes Muesebeck, 1927
- Dimmockia secunda Crawford, 1910